# Conchocarpus racemosus
Conchocarpus racemosus är en vinruteväxtart som först beskrevs av Nees & Mart., och fick sitt nu gällande namn av Kallunki & Pirani. Conchocarpus racemosus ingår i släktet Conchocarpus och familjen vinruteväxter. Inga underarter finns listade i Catalogue of Life.